# Коул, Эдвард Уильям
Эдвард Уильям Коул (англ. Edward William Cole; 4 января 1832 — 16 декабря 1918) — австралийский книготорговец и издатель.

## Биография
Э. Коул родился в семье рабочего в графстве Кент в Англии. Получил начальное образование. Рано остался сиротой. После того, как его мать вновь вышла замуж, мальчик убежал в Лондон. В 1850 год отправился в Южную Африку и поселился в Капской колонии. Занимался фермерством, проводил ботанические исследования.
В ноябре 1852 года переехал в Австралию в штат Виктория. Несколько месяцев провёл в поисках работы.
В 1865 году открыл книжный магазин рядом с одним из рынков Мельбурна. После успешно проведённой рекламной кампании, его магазин стал очень популярным. Со временем в 1883 году создал в Мельбурне книжный пассаж, который превратился в одно из самых крупных книжных предприятий Австралии.
Э. Коул прославился новаторским подходом к книготорговле, сделавшей его очень успешным бизнесменом. Его книжные пассажи славились крупнейшими запасами книг в мире. Их посещало большое количество читателей. Во время пребывания в Австралии их посещали Редьярд Киплинг и Марк Твен. Публика приглашалась посетить магазины и пассажи Коула пройти, провести там столько времени, сколько им захочется, перебирая книги, даже не читая их.
Несмотря на отсутствие образования, Э. Коул много читал и даже написал полемическую книгу о библейских чудесах «The Real Place in History of Jesus and Paul».
Э. Коул организовал издательство и стал выпускать книги, альманахи. Одним из самых успешных стал иллюстрированный альманах «Забавная книга с картинками Коула» (Cole’s Funny Picture Book, 1879), содержащий анекдоты, головоломки, полезные советы и т. д.
Коул имел большой успех в изданиях литературы по садоводству, цветоводству и другой сельскохозяйственной литературы, в том числе, Cole’s Penny Garden Guide, Cole’s Australasian Gardening and Domestic Floriculture (1897), Cole’s The Happifying Gardening Hobby (1918), The Bouquet: Australian flower gardening, The Australian Floral Almanac и др.
Э. Коул слыл эксцентричным предпринимателем, который, как рассказывают, в 1875 году нашёл себе жену, дав на первой полосе городской газеты рекламное объявление с подробным перечислением своих многочисленных, если судить по объявлению, достоинств.